# حسين رحمتي
حسين رحمتي ( (بالفارسية: حسین رحمتی) ، من مواليد 21 مارس 1994) هو لاعب كرة سلة إيراني محترف.
يلعب حاليًا لفريق فريشوست في دوري كرة السلة السويدي بالإضافة إلى فريق كرة السلة الوطني الإيراني، باعتباره لاعب هجوم قوي الجسم. يبلغ طوله متران و3 سنتمتر. كان عضوًا في فريق الشباب الوطني الإيراني وحضر مسابقة كأس العالم للشباب في براغ، بطولة العالم لكرة السلة تحت 19 عامًا 2013.

## روابط خارجية
- حسين رحمتي على إنستغرام